# Publi Manli Capitolí
Publi Manli Capitolí (en llatí: Publius Manlius A. F. A. N. Capitolinus) va ser un magistrat romà que va viure al segle iv aC.
Va ser tribú consolar l'any 379 aC i va ser nomenat dictador el 368 aC, com a successor de Marc Furi Camil i amb el propòsit d'intentar fer les paus entre patricis i plebeus. Durant el seu govern es van aprovar les lleis licínies. El 367 aC va ser elegit per segona vegada tribú consolar.